# Best of the Doobies
Best of the Doobies é um álbum dos melhores êxitos da banda The Doobie Brothers.
É uma coletânea que vendeu mais de 10 milhões de cópias - disco de diamante - nos Estados Unidos conforme site da RIAA.
| Críticas profissionais                                                      | Críticas profissionais |
| Avaliações da crítica                                                       | Avaliações da crítica  |
| Fonte                                                                       | Avaliação              |
| --------------------------------------------------------------------------- | ---------------------- |
| allmusic                                                                    | [ 1 ]                  |
| Esta tabela precisa de ser acompanhada por texto em prosa. Consulte o guia. |                        |

## Faixas
1. "China Grove" (Johnston) – 3:14
2. "Long Train Runnin'" (Johnston) – 3:25
3. "Takin' It to the Streets" (McDonald) – 3:56
4. "Listen to the Music" (Johnston) – 3:49 (versão single) 4:45
5. "Black Water" (Simmons) – 4:17
6. "Rockin' Down the Highway" (Johnston) – 3:18
7. "Jesus is Just Alright" (A. Reynolds) – 4:33
8. "It Keeps You Runnin'" (McDonald) – 4:20
9. "South City Midnight Lady" (Simmons) – 5:27
10. "Take Me in Your Arms"(Holland, Dozier, Holland) – 3:39
11. "Without You" (Hartman, Hossack, Johnston, Porter, Simmons) – 4:58